# Thomas P. Moninger
Thomas P. Moninger - oficer Marynarki Wojennej Stanów Zjednoczonych w stopniu kontradmirała, dowódca niszczycieli rakietowych typu Arleigh Burke. Od 2024 dowódca 12 Grupy Uderzeniowej Lotniskowca.

## Życiorys
Urodził się i wychował w Williamsburgu w stanie Wirginia. W 1994 roku ukończył studia w Akademii Marynarki Wojennej w Annapolis. Jego pierwszym przydziałem służbowym był niszczyciel rakietowy USS „Mitscher”. Następnie jako oficer pokładowy służył kolejno na lotniskowcu USS „Dwight D. Eisenhower”, niszczycielu rakietowym USS „Thorn” (typu Spruance), lotniskowcu USS „George Washington” i na krążowniku rakietowym USS „Princeton”. Następnie był dowódcą niszczycieli rakietowych USS „Arleigh Burke” i USS „Mahan”. Piastował również stanowisko dowódcy 22 Eskadry Niszczycieli. 3 maja 2024 roku objął dowództwo 12 Grupy Uderzeniowej Lotniskowca.

## Odznaczenia
Odznaczenia otrzymane przez admirała Moningera to między innymi:
- Medal Departamentu Obrony za Wzorową Służbę
- Legia Zasługi (dwukrotnie)
- Medal Departamentu Obrony za Chwalebną Służbę
- Medal za Chwalebną Służbę (trzykrotnie)
- Medal Pochwalny (pięciokrotnie)
- Medal za Osiągnięcie (dwukrotnie)